# Гиршович, Борис Ионович
Борис Ионович (Борух Евнович) Гиршович (23 августа (4 сентября) 1858, Кореличи, Новогрудский уезд, Минская губерния, Российская империя — 6 (19) июля 1911, Павловск, Российская империя) — русский архитектор, мастер петербургских поздней эклектики и модерна. Член Петербургского общества архитекторов с 1892 года. Выпускник Императорской Академии художеств (1886 год).

## Биография
Борис Ионович Гиршович родился в Минской губернии, в еврейской семье. Учился в Виленской рисовальной школе. При содействии М. М. Антокольского поступил вольнослушателем в петербургскую Императорскую Академию художеств (1876—1886), где учился сначала на скульптурном отделении, затем на архитектурном. В 1886 году получил 2 серебряную медаль за проект «загородная лечебница в загородном саду». В том же году получил звание классного художника III степени за программу «проект театрального училища».
В 1891—1893 годах по приглашению еврейской общины участвовал в разработке деталировочных чертежей и вместе с архитектором А. В. Маловым наблюдал за строительством Большой Хоральной синагоги в Санкт-Петербурге, возводимой по проекту Л. И. Бахмана и И. И. Шапошникова. Проводил работы по благоустройству Преображенского еврейского кладбища. В 1897 году Б. И. Гиршович закончил проектирование и строительство Дома еврейской общины с ремесленными училищами для Общества по распространению просвещения между евреями в России. По проекту Б. И. Гиршовича для еврейской общины в 1902 году было построено здание благотворительной столовой на набережной Екатерининского канала. На первом этаже здания находились «микве» — бассейны для еврейского ритуального омовения.
Борис Гиршович построил в Санкт-Петербурге ряд домов для известных еврейских деятелей, здания двух банков на Невском проспекте. За дом с типографией П. В. Берёзина на Ивановской улице в Санкт-Петербурге был награждён серебряной медалью на конкурсе лучших фасадов (1907). Был действительным членом Петербургского общества архитекторов с 1892 года. Принимал участие в работе Правления еврейской общины Санкт-Петербурга, консультировал её по строительным вопросам; в 1910 году был избран в состав её Ревизионной комиссии.
Умер в 1911 году в Павловске; похоронен в Петербурге на Преображенском еврейском кладбище.
Один из потомков Бориса Гиршовича — писатель Леонид Гиршович.

## Адреса в Санкт-Петербурге
1893—1896 — Кирочная улица, 3;
1896—1900 — Воскресенский проспект (Чернышевского с 1923), 38;
1900—1911 —  Алексеевская улица (Писарева с 1923), 5.

## Постройки в Санкт-Петербурге
| Дата постройки | Адрес                                                                 | Описание                                                                      | Примечание | Изображение                                                          | Статус |
| -------------- | --------------------------------------------------------------------- | ----------------------------------------------------------------------------- | --- | -------------------------------------------------------------------- | --- |
| 1890-е         | Набережная Крюкова канала, д. № 24                                    | Жилой дом                                                                     | Реконструкция дворовых флигелей |                                                                      | |
| 1890           | 1-я линия В. О., д. № 22 / улица Репина, д. № 23                      | Дом Л. В. Измайлова (Е. С. Соловейчик)                                        | Надстройка третьим этажом. В этом доме в 1846—1858 гг. жил Генрих Шлиман                                                                | Дом Л. В. Измайлова (Е. С. Соловейчик)                               | Объект культурного наследия № 7830499000 |
| 1891—1893      | Лермонтовский проспект, д. № 2                                        | Большая хоральная синагога                                                    | Разработка деталировочных чертежей и (совместно с А. В. Маловым) наблюдение за строительством                                           | Большая хоральная синагога                                           | Объект культурного наследия № 7810046000 |
| 1892—1893      | Улица Чайковского, д. № 38 / проспект Чернышевского, д. № 9           | Доходный дом П. П. Вейнера                                                    | | Дом Вейнера                                                          | Объект культурного наследия № 7802333000 |
| 1893           | Воскресенская набережная, д. № 30                                     | Доходный дом Е. А. Полубояриновой                                             | |                                                                      | Объект культурного наследия № 7802331001 |
| 1896—1897      | Улица Декабристов, д. № 42 / Лермонтовский проспект, д. № 2           | Дом еврейской общины с ремесленными училищами                                 | | Открытка 1910-х годов                                                | памятник архитектуры (вновь выявленный объект) [ 6 ] |
| 1896—1898      | Коломенская улица, д. № 14                                            | Доходный дом О. Л. Клейнаделя                                                 | |                                                                      | памятник архитектуры (вновь выявленный объект) [ 6 ] |
| 1896—1898      | Невский проспект, д. № 62                                             | Здание Азовского коммерческого банка (впоследствии — Русско-Азиатского банка) | | Здание Азовского коммерческого банка                                 | Объект культурного наследия № 7810618000 |
| 1897           | Поварской переулок, д. № 1, левая часть                               | Доходный дом В. А. Ренненкампфа                                               | Совместно с Э. Ф. Виррихом. В 1899 году здесь жил поэт-символист Фёдор Сологуб. В 1900 году здесь находилась мастерская Николая Рериха. | Снос дома                                                            | В 2002 году из-за нарушения ремонтных технологий были обрушены перекрытия здания. В 2005 году снесена правая часть, в 2010 — левая часть. В 2011—2013 годах построено новое здание с элементами прежнего облика |
| 1898—1899      | Тучков переулок, д. № 11 / Волховский переулок, д. № 5                | Доходный дом Ф. Ф. Шпринга (со служебным флигелем)                            | | Доходный дом Ф. Ф. Шпринга                                           | Объект культурного наследия № 7830433000 |
| 1899           | Рижский проспект, д. № 48                                             | Доходный дом С. А. Трайнина                                                   | |                                                                      | |
| 1899—1900      | Улица Писарева, д. № 5                                                | Доходный дом Б. И. Гиршовича                                                  | | Доходный дом Б. И. Гиршовича                                         | |
| 1900           | Улица Чайковского, д. № 24                                            | Доходный дом О. В. Серебряковой                                               | Перестройка, включен существовавший дом                                                                                                 | Доходный дом О. В. Серебряковой                                      | памятник архитектуры (вновь выявленный объект) [ 6 ] |
| 1900—1902      | Набережная Кутузова, д. № 22 / Гагаринская улица, д. № 2              | Особняк О. В. Серебряковой                                                    | |                                                                      | Объект культурного наследия № 7802158000 |
| 1901           | Улица Чайковского, д. № 61                                            | Доходный дом П. Г. Гулина                                                     | | Доходный дом П. Г. Гулина                                            | памятник архитектуры (вновь выявленный объект) [ 6 ] |
| 1901, 1907     | Подольская улица, д. № 16                                             | Доходный дом                                                                  | | Подольская, 16                                                       | |
| 1902           | Набережная канала Грибоедова, д. № 140 / улица Пасторова, д. № 2      | Здание еврейской благотворительной столовой с ритуальными бассейнами          | | Здание еврейской благотворительной столовой с ритуальными бассейнами | памятник архитектуры (вновь выявленный объект) [ 6 ] |
| 1903           | Никольское кладбище Александро-Невской лавры                          | Усыпальница П. П. Вейнера                                                     | | Усыпальница П. П. Вейнера                                            | |
| 1904—1905      | Кирочная улица, д. № 24                                               | Доходный дом Ю. Б. Бака                                                       | В этом доме (в кв. № 37) c 1930 по 1941 год жил писатель Анатолий Мариенгоф                                                             | Дом Бака, вид со двора                                               | памятник архитектуры (вновь выявленный объект) [ 6 ] |
| 1905—1906      | Социалистическая улица, д. № 14                                       | Дом и типография П. В. Березина                                               | Скульптор В. В. Козлов | Дом П. В. Березина                                                   | Объект культурного наследия № 7810660000 Дом разрушен в 2004 г. От оригинального здания остались лишь фрагменты фасада. Интерьеры, витражи, двери утрачены                                                      |
| 1905—1908      | Рижский проспект, д. № 29                                             | Особняк М. В. Зива                                                            | | Особняк Зива, вид со двора                                           | Объект культурного наследия № 7810096000 |
| 1907           | Виленский переулок, д. № 6                                            | Доходный дом Н. Х. Хлебникова                                                 | |                                                                      | |
| 1907           | Большой проспект Васильевского острова, д. № 3 /улица Репина, д. № 16 | Доходный дом М. А. Соловейчика                                                | Возведение флигеля с художественной мастерской и конюшни (не сохранилась)                                                               | Доходный дом М. А. Соловейчика                                       | Объект культурного наследия № 7802292002 |
| 1908           | Набережная Кутузова, д. № 28                                          | Дом нефтепромышленного торгового общества «Мазут»                             | Внутренняя перестройка (бывшего особняка Е. А. Александровской)                                                                         |                                                                      | памятник архитектуры (вновь выявленный объект) [ 6 ] |
| 1908—1909      | Рузовская улица, д. № 19                                              | Доходный дом Б. И. Гиршовича                                                  | | Рузовская, 19                                                        | |
| 1909—1910      | Невский проспект, д. № 44                                             | Здание Сибирского торгового банка                                             | Перестройка. При участии М. С. Лялевича                                                                                                 | Доходный дом М. А. Соловейчика                                       | Объект культурного наследия № 7802369000 |
| 1911           | Гаванская улица, д. № 30                                              | Доходный дом И. И. Гиршовича                                                  | Здание было закончено П. П. Светлицким в 1912 году                                                                                      | Гаванская, 30                                                        | |